# Arctia diminutata
Arctia diminutata là một loài bướm đêm thuộc phân họ Arctiinae, họ Erebidae.